# Motto Zutto Issho ni Itakatta / Rock Erotic
Singles de Berryz Kōbō
Golden Chinatown / Sayonara Usotsuki no Watashi
(2013) Otona na no yo! / 1-Oku 3-Senman Sō Diet Ōkoku
(2014)
Motto Zutto Issho ni Itakatta / Rock Erotic (もっとずっと一緒に居たかった／ROCKエロティック) est le 33e single du groupe Berryz Kōbō (en excluant les collaborations).

## Production
Le single, écrit, composé et produit par Tsunku, sort le 2 octobre 2013 au Japon sur le label Piccolo Town, trois mois et demi après le précédent single du groupe, Golden Chinatown / Sayonara Usotsuki no Watashi. Il atteint la 4e place du classement des ventes hebdomadaires de l'Oricon, et reste classé pendant sept semaines. Il devient alors le single le plus vendu du groupe, dépassant les ventes de son Dschinghis Khan sorti en 2008. Il sort également dans quatre éditions limitées avec des pochettes différentes, notées "A", "B" et "C" avec chacune en supplément un DVD différent, et "D" sans DVD mais avec une chanson différente.
Comme le précédent, c'est un single "double face A" contenant deux chansons principales (Motto Zutto Issho ni Itakatta et Rock Erotic) ainsi que leurs versions instrumentales ; le groupe avait déjà sorti trois singles de ce type en 2009-2010. Le single contient cette fois ci une troisième chanson : I'm So Cool ! (sur les éditions régulière et "A", "B" et "C"), remplacée par Koisuru Technique sur l'édition "D".
La première chanson, Motto Zutto Issho ni Itakatta, figurera sur la compilation du groupe Special Best Vol.2 qui sort cinq mois plus tard.

## Formation
Membres créditées sur le single :
- Saki Shimizu
- Momoko Tsugunaga
- Chinami Tokunaga
- Māsa Sudō
- Miyabi Natsuyaki
- Yurina Kumai
- Risako Sugaya

## Liste des pistes
CD (sauf édition D)
1. Motto Zutto Issho ni Itakatta (もっとずっと一緒に居たかった?)
2. Rock Erotic (ROCKエロティック?)
3. I'm So Cool ! (I'm so cool!?)
4. Motto Zutto Issho ni Itakatta (Instrumental) (もっとずっと一緒に居たかった...?)
5. Rock Erotic (Instrumental) (ROCKエロティック...?)

DVD de l'édition limitée A
1. Motto Zutto Issho ni Itakatta (Music Video) (もっとずっと一緒に居たかった...?)
2. Motto Zutto Issho ni Itakatta (Dance Shot Ver.) (もっとずっと一緒に居たかった...?)

DVD de l'édition limitée B
1. Rock Erotic (Music Video) (ROCKエロティック...?)
2. Rock Erotic (Dance Shot Ver.) (ROCKエロティック...?)

DVD de l'édition limitée C
1. Motto Zutto Issho ni Itakatta (Close-up Ver.) (もっとずっと一緒に居たかった...?)
2. Rock Erotic (Close-up Ver.) (ROCKエロティック...?)
3. Making Eizô (メイキング映像?) (making of)

CD de l'édition limitée D
1. Motto Zutto Issho ni Itakatta (もっとずっと一緒に居たかった?)
2. Rock Erotic (ROCKエロティック?)
3. Koisuru Technique (恋するテクニック?)
4. Motto Zutto Issho ni Itakatta (Instrumental) (もっとずっと一緒に居たかった...?)
5. Rock Erotic (Instrumental) (ROCKエロティック...?)